# 迪斯默爾鎮區 (北卡羅萊納州桑普森縣)
迪斯默爾鎮區（英語：Dismal Township）是位於美國北卡羅萊納州桑普森縣的一個鎮區。

## 地方資料
迪斯默爾鎮區的面積為146.07平方千米，皆為陸地。根據2020年美國人口普查的數據，當地共有人口3380人，而人口密度為每平方千米23.14人。